# Reeuwijkse Plassen

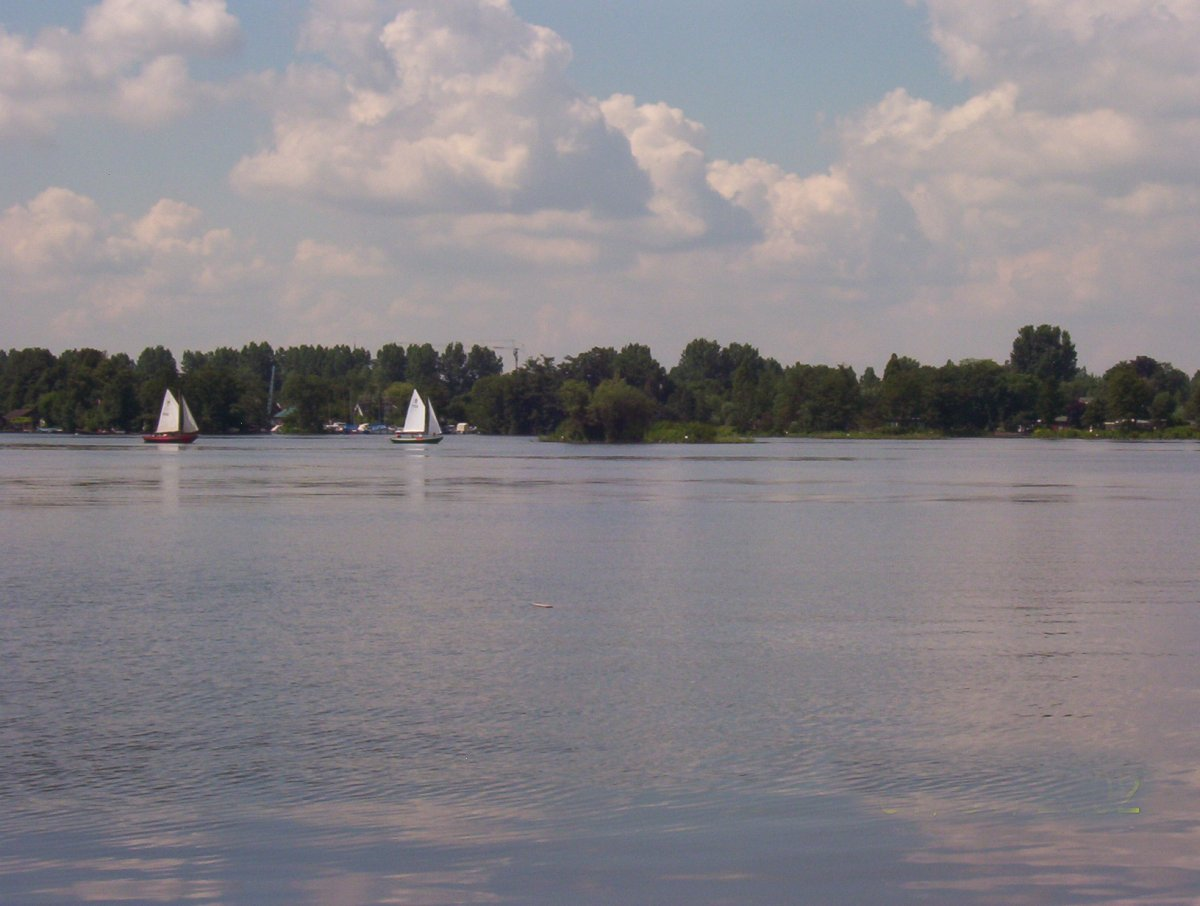
Le lac d'Elfhoeven

Les Reeuwijkse Plassen forment un ensemble de lacs ou étangs situés à l'est de Reeuwijk et au nord-est de Gouda, dans la province de la Hollande-Méridionale aux Pays-Bas.
Au nombre de treize, les lacs sont séparés les uns des autres par des étroits chemins. Les lacs sont essentiellement de forme carrée, ce qui permet de reconnaître les anciennes parcelles des prairies. La superficie totale des lacs est d'environ 735 ha.
Les lacs ont été créés dans le XVIIIe siècle par l'extraction de la tourbe. Au départ du village-rue de Sluipwijk, on creusait la fagne jusqu'en dessous du niveau d'eau. La tourbe extraite était transportée jusqu'à Gouda, où elle servait de combustible aux poteries et aux brasseries de la ville. Au cours du XIXe siècle, la province de la Hollande-Méridionale développa un projet pour poldériser les lacs, qui n'a jamais été réalisé. Le 20 juillet 1930, les États provinciaux ont définitivement abandonné tout projet d'assèchement des lacs de Reeuwijk.
Seul le lac de Broekvelden/Vettenbroek est plus récent : Il a été créé dans les années 1970 afin d'utiliser le sable pour la construction de l'autoroute A12 et le quartier de Bloemendaal à Gouda.
De nos jours, les lacs offrent un endroit privilégié pour le tourisme et les sports nautiques.

## Liste des lacs
- Broekvelden/Vettenbroek
- Elfhoeven
- Gravekoop
- 's-Gravenbroek
- Groot Vogelenzang
- Kalverbroek
- Klein Elfhoeven
- Klein Vogelenzang
- Nieuwenbroek
- Ravensberg
- Roggebroek
- Sloene
- Vrijhoef

## Source
- (nl) Cet article est partiellement ou en totalité issu de l’article de Wikipédia en néerlandais intitulé « Reeuwijkse plassen » (voir la liste des auteurs).